# Schoonspringen op de Olympische Zomerspelen 1960

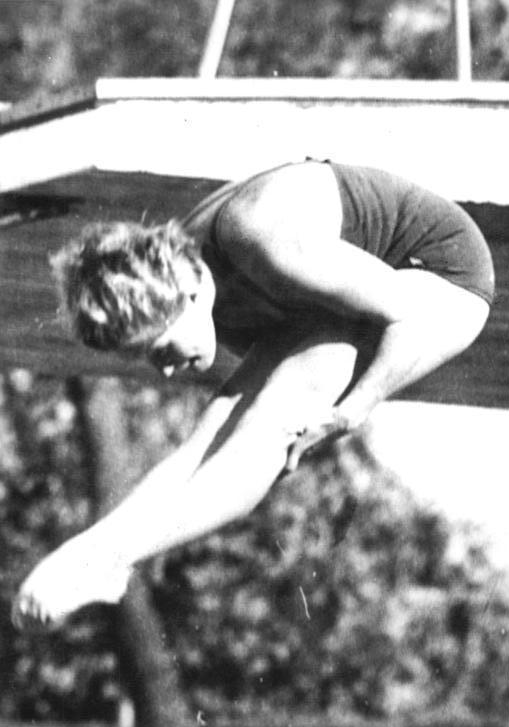
Ingrid Krämer

Schoonspringen is een van de sporten die beoefend werden tijdens de Olympische Zomerspelen 1960 in Rome.

## Heren

### 3 m plank
| rang   | sporter            | land | punten |
| ------ | ------------------ | ---- | ------ |
| Goud   | Gary Tobian        | USA  | 170.00 |
| Zilver | Samuel Hall        | USA  | 167.08 |
| Brons  | Juan Botella       | MEX  | 162.30 |
| 4      | Alvaro Gaxiola     | MEX  | 150.42 |
| 5      | Ernest Meissner    | CAN  | 144.07 |
| 6      | Lamberto Mari      | ITA  | 143.97 |
| 7      | Toshio Yamano      | JPN  | 140.46 |
| 8      | Hans-Dieter Pophal | EUA  | 133.95 |

### 10 m torenspringen
| rang   | sporter          | land | punten |
| ------ | ---------------- | ---- | ------ |
| Goud   | Robert Webster   | USA  | 165.56 |
| Zilver | Gary Tobian      | USA  | 165.25 |
| Brons  | Brian Phelps     | GBR  | 157.13 |
| 4      | Roberto Madrigal | MEX  | 152.86 |
| 5      | Rolf Sperling    | EUA  | 151.83 |
| 6      | Gennadi Galkin   | URS  | 141.69 |
| 7      | Fritz Enskat     | EUA  | 138.86 |
| 8      | Anatoli Sysojev  | URS  | 135.59 |

## Dames

### 3 m plank
| rang   | sporter          | land | punten |
| ------ | ---------------- | ---- | ------ |
| Goud   | Ingrid Krämer    | EUA  | 155.81 |
| Zilver | Paula Pope       | USA  | 141.24 |
| Brons  | Elizabeth Ferris | GBR  | 139.09 |
| 4      | Mary Willard     | USA  | 137.82 |
| 5      | Ninel Kroetova   | URS  | 136.11 |
| 6      | Irene MacDonald  | CAN  | 134.69 |
| 7      | Phyllis Long     | GBR  | 129.63 |
| 8      | Thea du Pon      | NED  | 123.35 |

### 10 m torenspringen
| rang   | sporter             | land | punten |
| ------ | ------------------- | ---- | ------ |
| Goud   | Ingrid Krämer       | EUA  | 91.28  |
| Zilver | Paula Pope          | USA  | 88.94  |
| Brons  | Ninel Kroetova      | URS  | 86.99  |
| 4      | Juno Stover-Irwin   | USA  | 83.59  |
| 5      | Raisa Gorochovskaja | URS  | 83.03  |
| 6      | Norma Thomas        | GBR  | 82.21  |
| 7      | Nicole Darrigrand   | FRA  | 81.18  |
| 8      | Phyllis Long        | GBR  | 80.98  |

## Medaillespiegel
| rang   | land               | goud | zilver | brons | totaal |
| ------ | ------------------ | ---- | ------ | ----- | ------ |
| 1      | Verenigde Staten   | 2    | 4      | 0     | 6      |
| 2      | Duits eenheidsteam | 2    | 0      | 0     | 2      |
| 3      | Groot-Brittannië   | 0    | 0      | 2     | 2      |
| 4      | Mexico             | 0    | 0      | 1     | 1      |
| 4      | Sovjet-Unie        | 0    | 0      | 1     | 1      |
| totaal | totaal             | 4    | 4      | 4     | 12     |